# Romanichthys valsanicola
Romanichthys valsanicola es una especie de peces de la familia Percidae en el orden de los Perciformes.

## Morfología
Los machos pueden llegar alcanzar los 11 cm de longitud total.

## Distribución geográfica
Se encuentra en Rumanía. Actualmente, el único sitio en el que se encuentra es en el río Valsan, en un tramo de 1km, hasta el pueblo de Bradetu. 